# Diplacanthopoma raniceps
Diplacanthopoma raniceps är en fiskart som beskrevs av Alcock, 1898. Diplacanthopoma raniceps ingår i släktet Diplacanthopoma och familjen Bythitidae. Inga underarter finns listade i Catalogue of Life.